# 唐頤
唐頤（1510年—1594年），字子觀，號東巖，山西太原府陽曲縣人，軍籍，明朝政治人物。

## 生平
嘉靖十三年（1534年）甲午科山西鄉試第十四名舉人。嘉靖十四年（1535年）中式乙未科會試第五十八名，登第三甲第八名進士。官至臨洮府知府。持己清謹，居家俭约。历二千石而家业肅然，不干謁，不言時政得失，循循退讓，優遊林泉四十年，年八十五卒，學者稱為東巖先生。

## 家族
曾祖唐誠，曾任知縣 贈文林郎；祖父唐希介，曾任按察司副使、進階亞中大夫；父唐泌，曾任監生。母張氏；繼母張氏。重庆下。兄唐中、唐震、唐鼎、唐觀。弟唐巽。